# Liste des victimes de la nuit des Longs Couteaux
La liste des victimes de la nuit des Longs Couteaux présente les noms des personnes assassinées par les nazis en Allemagne, au sein même de leur mouvement, entre les 29 juin 1934 et 2 juillet 1934, et plus spécifiquement pendant la nuit du 29 juin 1934 au 30 juin 1934.

## Débat sur le nombre de personnes tuées
Le nombre exact des victimes de la nuit des Longs Couteaux est contesté et ne sera probablement jamais connu avec certitude. Au cours de cette purge, la radio officielle et les rapports diffusés dans la presse relèvent seulement les noms d’une dizaine de personnes (six dirigeants de la SA exécutés dans la prison de Stadelheim, le 30 juin 1934, l’ancien chancelier von Schleicher et son épouse, Karl Ernst et Ernst Röhm).
Alors que les journaux allemands évitent de divulguer les noms des autres victimes dans les semaines et les mois qui suivent, la presse internationale fournit un compte-rendu plus complet du nombre de personnes réellement tuées entre le 30 juin 1934 et le 2 juillet 1934. Ils présentent une liste d’environ 100 noms, bien que certaines personnes mentionnées sont toujours vivantes comme l'ancien chef de la SA de Berlin, Wolf Heinrich, comte de Helldorf et Adolf Morsbach, directeur d’académie, lesquels ont été envoyés en camp de concentration.

### La «liste officielle»
Immédiatement après les évènements, la Gestapo compile dans une « liste officielle » les noms des personnes tuées, afin qu’Hitler ait une vue d’ensemble sur l’identité de chaque personnalité et puisse présenter les évènements au Reichstag, au public allemand et à l'opinion internationale. Cette « liste Gestapo » comporte 77 noms. Dans son discours au Reichstag, Hitler sous-divise cette liste en affirmant que 61 personnes ont été tuées dans l’action après avoir prétendument voulu résister, tandis que 13 autres s’étaient suicidés. Dans son discours, il révèle les noms de 11 personnes parmi les 77 (Ferdinand von Bredow, Georg von Detten, Karl Ernst, Hans Hayn, Edmund Heines, Hans Peter von Heydebreck, Ernst Rohm, Kurt von Schleicher, Gregor Strasser et Julius Uhl).
Toutefois, la « liste des 77 » est loin d'être complète. Hitler a admis que certains excès ont eu lieu et a déclaré qu'il allait engager des poursuites contre les auteurs de ces crimes. Parmi ces abus, on relève le nom de Kuno Kamphausen, qui a été assassiné sur l'ordre d'un officier SS qui lui tenait rancune d’avoir refusé de donner une autorisation de construction pour son frère ; on peut aussi noter le cas de quatre Juifs et deux communistes tués sans que des ordres particuliers aient été donnés depuis Berlin : il s’agit d’actions arbitraires de la part de membres de base de la SS, en Silésie. En septembre 1934, Heinrich Himmler - désireux de protéger ses hommes de poursuites judiciaires - réussit à convaincre Hitler de fermer les yeux sur le meurtre de ces six personnes, et donc de rajouter leurs noms à liste officielle, faisant passer leur mort pour une action. La liste compte désormais 83 noms.
La liste des 77 ou 83 noms sont respectivement conservées sous clef au ministère de la Justice et au siège de la Gestapo. Après une loi intitulée « Loi relative aux mesures d'auto-défense de l’État », adopté par le cabinet du Reich le 3 juillet 1934, qui dispose que « les mesures prises pour réprimer les attaques traîtresses du 30 septembre et des 1er et 2 octobre sont légitimes, considéré qu’il s’agit d’actes d'auto-défense de l'État », il a été décidé que le meurtre des personnes mentionnées sur cette liste devait être considéré comme légal et que les services de police et du procureur responsables avaient l’interdiction de poursuivre quiconque pour ces meurtres. Ces listes ont ensuite été utilisées par le ministère de la Justice et la Gestapo comme un outil de référence pour décider quelles requêtes judiciaires étaient recevables, à propos de meurtres qui auraient eu lieu entre le 30 juin 1934 et le 2 juillet 1934 et qui n’auraient pas été liés à ces listes : de fait, les proches des personnes tuées pouvaient dès lors engager des poursuites.
La liste officielle des personnes tuées a d'abord été publiée en 1964 par l'ancien député au Reichstag Heinrich Bennecke (de), en appendice dans son livre Die Reichswehr und der Röhm-Putsch (« L’armée et le putsch de Röhm »).

### Les personnalités rajoutées
Plus tard, une étude menée par des historiens a montré que des personnes ont été tuées, en plus de celles présentes sur la liste de la Gestapo. Heinrich Bennecke complète la liste en rajoutant Kuno Kamphausen de Waldenburg et le critique musical Willi Schmid ; il conclut finalement à un total de 85 personnes tuées. Plus tard, Hans Günther Richardi, dans son étude sur le camp de concentration de Dachau, a ajouté les noms des quatre détenus de Dachau (Jules Adler, Erich Gans, Walter Habich et Adam Hereth), affirmant qu'ils ont été assassinés par les SS au cours de la purge. En 1993, Otto Gritschneder publie un livre sur l'après-Seconde Guerre mondiale, énumérant 90 noms de personnes tuées (en ajoutant le médecin de Röhm, Karl Günther Heimsoth à la liste).
Richard J. Evans considère pour sa part qu'au moins 85 personnes ont été tuées et plus de 1 000 arrêtées. Ian Kershaw cite également le nombre de 85 morts. Kershaw fait remarquer que certaines estimations vont chercher jusqu’à une fourchette de 150 et 200. William L. Shirer écrit, dans Rise and fall of the Third Reich, que Le Livre Blanc de la Purge, publié à l’époque des faits par des émigrés réfugiés à Paris note 401 morts, mais énumère seulement 116 d'entre eux. Lors d’un procès à Munich en 1957, le chiffre « plus de 1 000 » a été évoqué. Ces derniers chiffres sont beaucoup plus élevés que ceux reconnus par la plupart des historiens de la période.

## Liste des personnes tuées les plus importantes
- Julius Adler, avocat juif de Würzburg, tué au camp de concentration de Dachau
- Otto Ballerstedt (en), ingénieur, ancien rival politique du NSDAP dans les années 1920, tué à ou près de Dachau (liste officielle)
- Fritz Beck (de), directeur de l'Aide des étudiants catholiques de Munich (liste officielle)

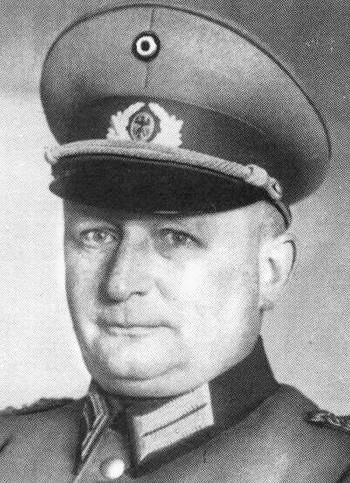
Ferdinand von Bredow

- Karl Belding (de), membre de la Gestapo, SA-Standartenführer, tué à Breslau, probablement parce qu'il aurait été tenu responsable de la tentative d’assassinat contre Himmler, le 19 juin 1934 (liste officielle)
- Veit Ulrich von Beulwitz (de), attaché de presse de la direction SA, arrêté et tué le 1er juillet 1934 dans la caserne de la « Leibstandarte », locaux de l'ancienne école des cadets de Lichterfelde (liste officielle)
- Alois Bittmann, SA-Scharführer (liste officielle)
- Franz Bläsner (de), SA-Truppführer (liste officielle)
- Herbert von Bose, directeur de la division presse de la vice-chancellerie, auprès de Franz von Papen (liste officielle)
- Ferdinand von Bredow, major-général, ancien vice-ministre de la Défense, bras droit de Kurt von Schleicher (liste officielle)
- Kurt Charig (né le 23 avril 1884 à Hirschberg), commerçant juif de Hirschberg, tué le 1er juillet 1934 avec Walther Förster et le couple Zweig (liste officielle)
- Georg von Detten, SA-Gruppenführer, député au Reichstag (liste officielle)
- Herbert Enders, directeur de l’école de sport automobile de la SA à Kroischwitz, abattu à Neumühlwerk ; le corps a ensuite été ramené à Schweidnitz et jeté hors de la ville sur la route pour simuler un accident ou un crime (liste officielle)

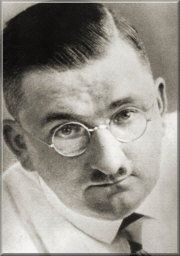
Fritz Gerlich

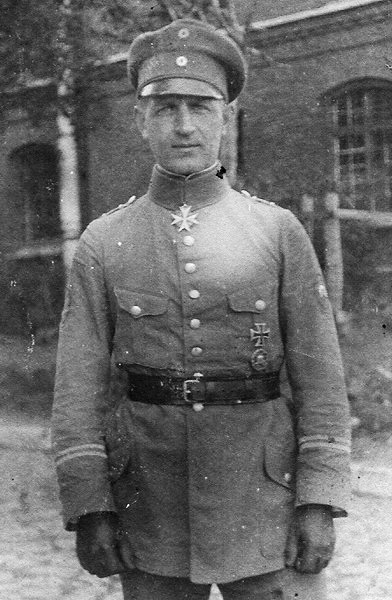
Daniel Gerth

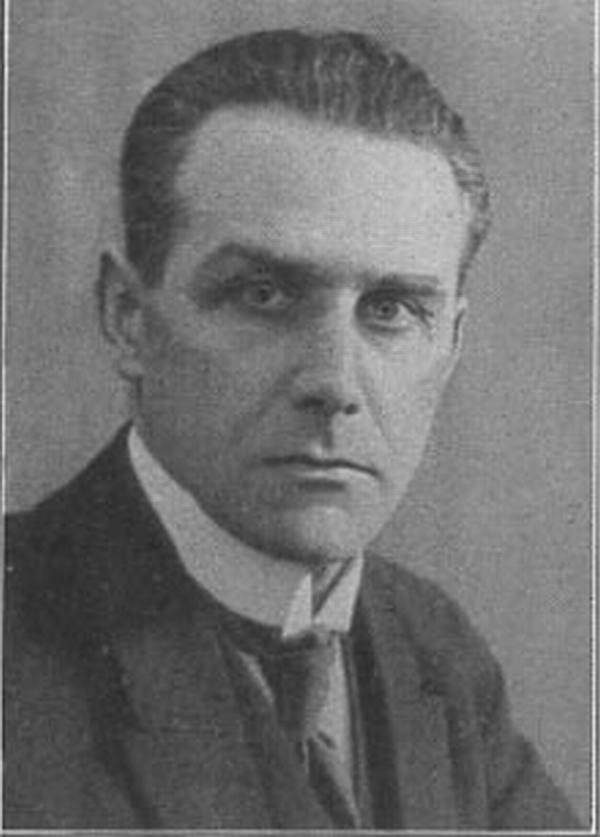
Alexander Glaser

- Kurt Engelhardt, membre de la SA, adjoint d’Edmund Heines, tué dans la nuit du 1er juillet 1934 à Wroclaw (liste officielle)
- Werner Engels, SA-Führer, chef de police adjoint de Breslau, tué dans la forêt avec un fusil de chasse (liste officielle)
- Karl Ernst, SA-Gruppenführer, député au Reichstag (liste officielle)

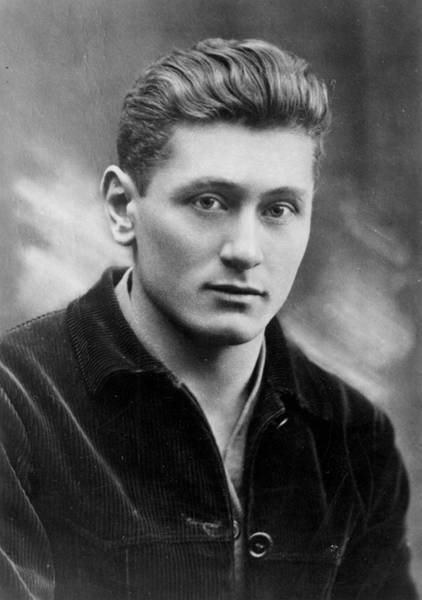
Walter Häbich

- Hans-Joachim von Falkenhausen, SA-Führer (liste officielle)
- Gustav Fink (de), membre de la SS, adjoint de Joachim Hoffmann (de) (liste officielle)
- Walter Foerster (de), avocat (liste officielle)
- Erich Gans (de), membre du Parti communiste et Roten Hilfe, incarcéré depuis 1933
- Fritz Gerlich, résistant catholique (liste officielle)

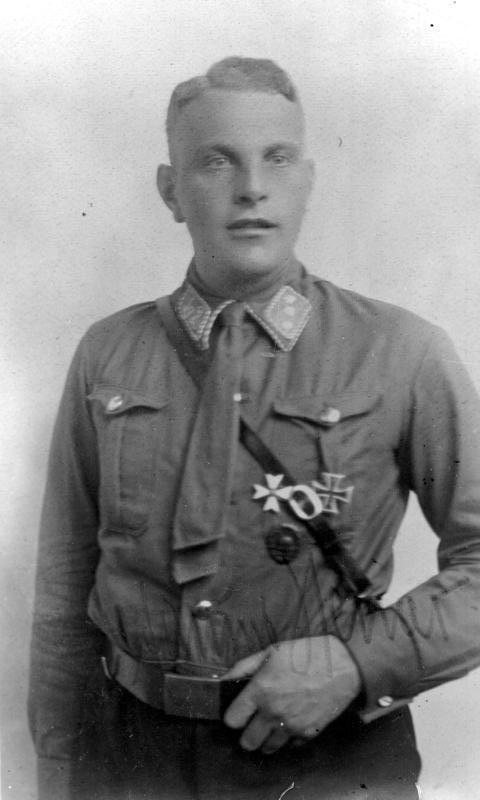
Edmund Heines

- Daniel Gerth (de), SA-Obersturmbannführer, adjudant de Karl Ernst (liste officielle)
- Alexander Glaser (de), avocat, ancien adjoint de Gregor Strasser (liste officielle)
- Walter Häbich, communiste, journaliste au Neuen Zeitung, tué le 1er juillet 1934
- Hans Hayn, député au Reichstag, SA-Gruppenführer de Saxe (liste officielle)
- Edmund Heines, député au Reichstag, SA-Obergruppenführer (liste officielle)
- Oskar Heines, SA-Obersturmbannführer, frère d’Edmund Heines (liste officielle)

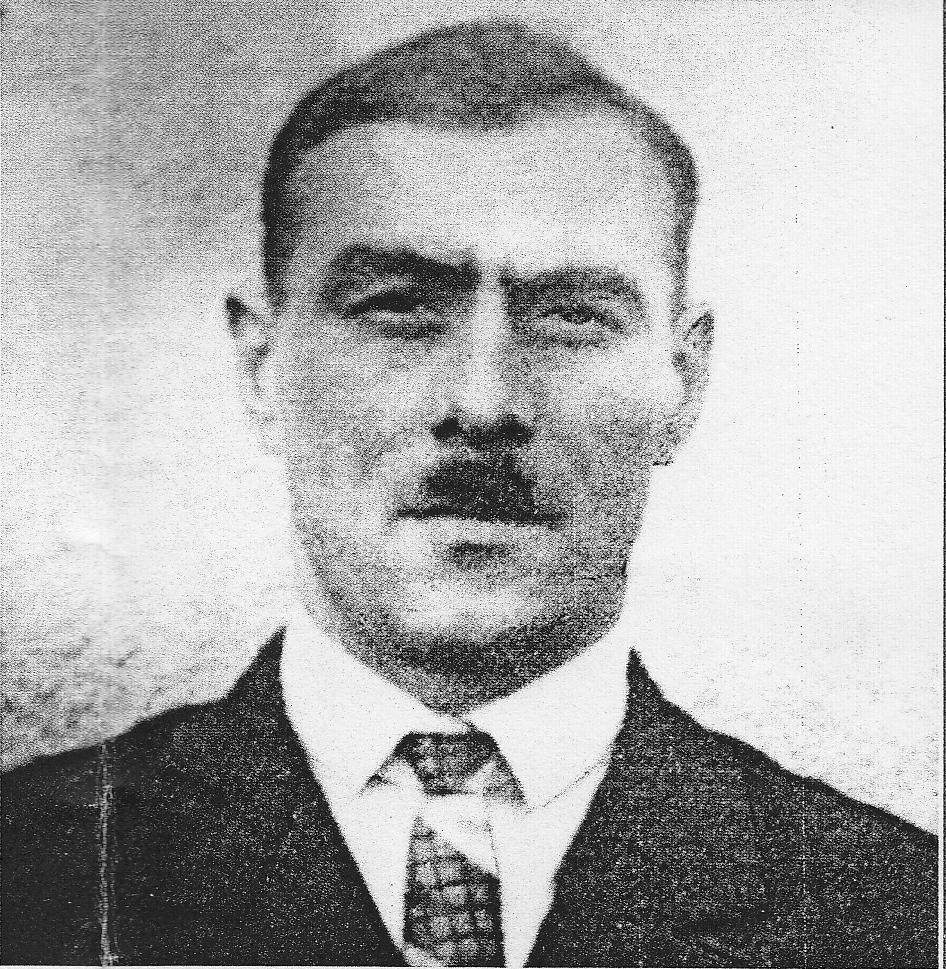
Adam Hereth

- Adam Hereth (de), ancien membre du SPD, prisonnier à Dachau, tué le 1er juillet 1934
- Karl-Günther Heimsoth (de), médecin, ami d’Ernst Röhm
- Peter von Heydebreck, SA-Gruppenführer, député au Reichstag, chef de file des Freikorps (liste officielle)
- Joachim Hoffmann (de), SS-Sturmführer, ancien chef de la Gestapo de Stettin (liste officielle)
- Anton von Hohberg und Buchwald, SS-Obertruppführer (liste officielle)

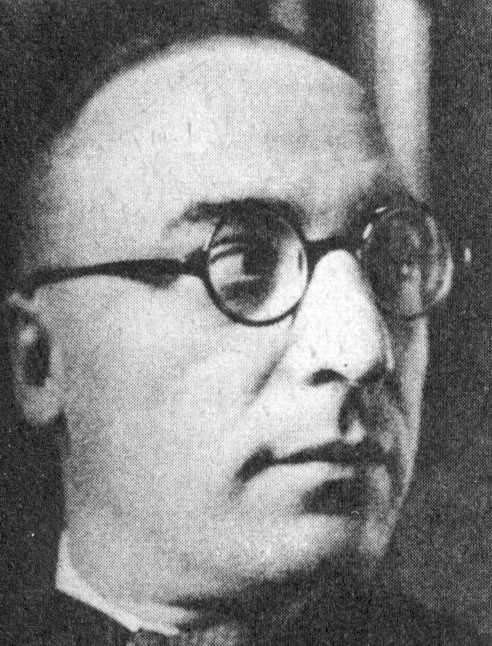
Edgar Julius Jung

- Edgar Julius Jung, avocat et écrivain, rédacteur du discours de Marburg (liste officielle)

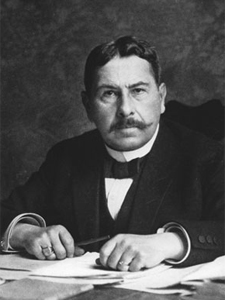
Gustav Ritter von Kahr

- Gustav Ritter von Kahr, ancien ministre-président de Bavière (liste officielle)

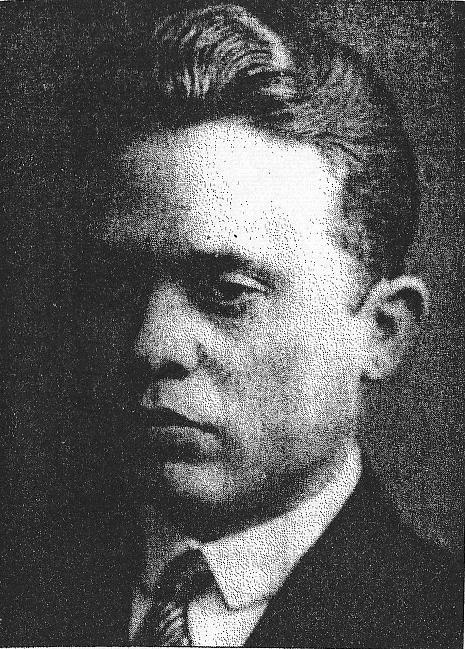
Kuno Kamphausen

- Kuno Kamphausen, architecte et urbaniste
- Eugen von Kessel (de), ancien officier de police, directeur d'un service de renseignement privé (liste officielle)

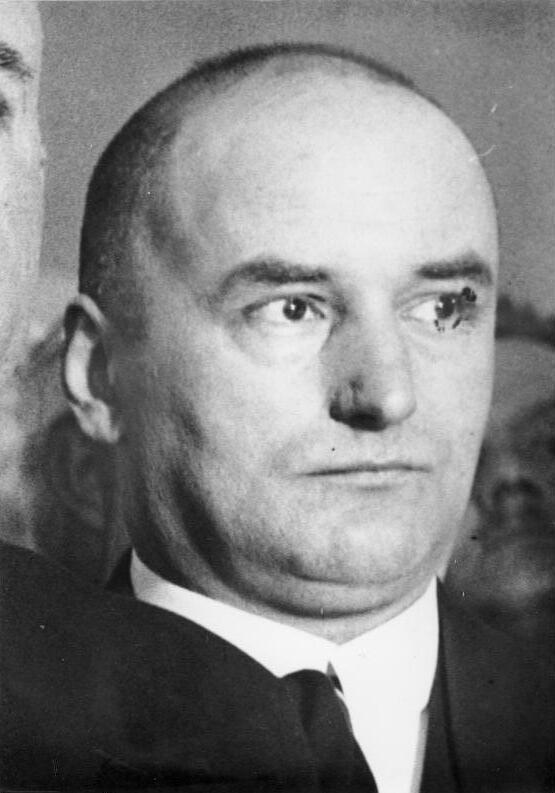
Erich Klausener

- Erich Klausener, directeur au ministère des Transports, chef de l’Action catholique (liste officielle)
- Willi Klemm (de), SA-Brigadeführer, tué le 1er juillet 1934 dans la caserne de la « Leibstandarte », locaux de l'ancienne école des cadets de Lichterfelde (liste officielle)
- Koch, SA-Oberführer, tué à Breslau
- Hans Karl Koch, député au Reichstag, SA-Gruppenführer de Coblence, SA-Brigadeführer dans le groupe Westmark, arrêté le 30 juin 1934, emmené puis tué à Berlin (liste officielle)
- Heinrich Johann König, SA-Oberscharführer, chauffeur d’Ernst Röhm, tué le 2 juillet 1934 (liste officielle)
- Kopp, Brigadeführer à Schlesien
- Ewald Köppel (né le 5 février 1905), communiste, tué le 1er juillet 1934 à la prison de Landeshut (liste officielle, ajout)
- Krause, SA-Standartenführer, tué le 1er juillet 1934 dans la caserne de la « Leibstandarte », locaux de l'ancienne école des cadets de Lichterfelde

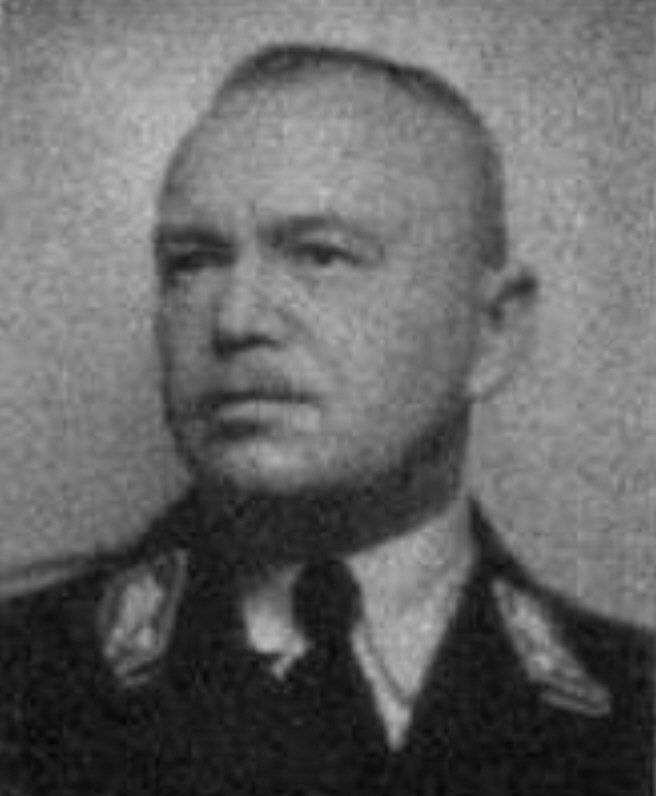
Fritz von Krausser

- Fritz von Krausser, SA-Obergruppenführer, député au Reichstag, membre du bureau directeur de l’OSAF (liste officielle)
- Karl Lämmermann, HJ-Führer à Plauen (liste officielle)
- Gotthard Langer, SA-Obertruppführer, tué le 1er juillet 1934 à Leobschütz (liste officielle)

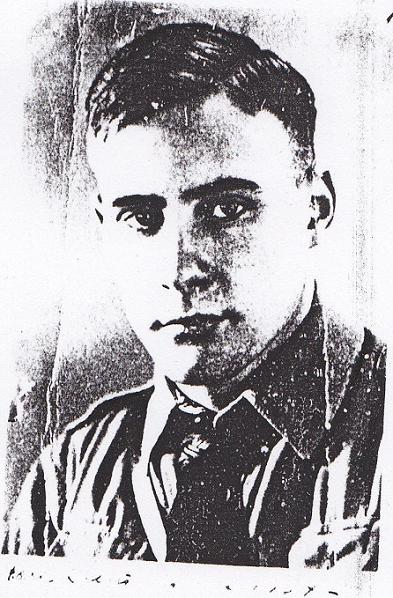
Friedrich Karl Lämmermann

- Erich Lindemann (de), médecin et directeur d'un sanatorium privé à Glogau, tué le 1er près de ce dernier (liste officielle)
- Karl Lipinsky, membre de la SA, travaille avec Edmund Heines, tué le 1er juillet 1934 à Breslau (liste officielle)
- Ernst Ewald Martin (de), chef du service de renseignement du Gau de Saxe, tué à Dresde (liste officielle)

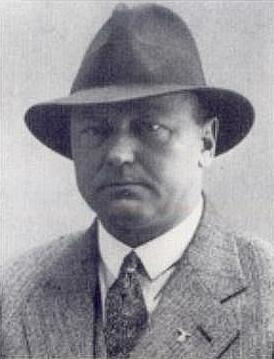
Hermann Mattheiss

- Hermann Mattheiss (de), SA-Standartenführer et SS-Oberscharführer, ancien chef de la police politique du Württemberg (Württembergische Staatspolizei) (liste officielle)
- Walter von Mohrenschildt (de), SA-Sturmbannführer, adjudant de Karl Ernst (liste officielle)
- Kurt Mosert (de) (né le 20 ou le 25 mars 1907), SA-Obersturmbannführer à Torgau, tué le 2 juillet 1934 au camp de Lichtenburg
- Edmund Paul Neumayer (né le  8 août 1908 à Munich), SA-Rottenführer avec une formation de coiffeur, tué le 1er juillet 1934 à Dachau (liste officielle)
- Reinhard Nixdorf (de), SA-Führer (Oberst Feldjägerei), tué à Wroclaw pour son implication présumée dans la tentative présumée d'assassinat contre Himmler (liste officielle)

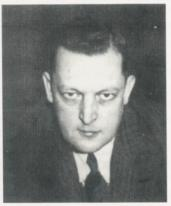
Adalbert Probst

- Moritz Oppenheimer (né le 12 avril 1878 à Langsdorf), commerçant juif à Langsdorf. Attaqué dans la nuit du 30 juin 1934 par des SS ; meurt le 2 juillet 1934
- Lamberdus Ostendorp (de), SA-Obersturmführer, tué le 1er juillet 1934 à Dresde (liste officielle)
- Otto Pietrzok, SA-Sturmführer, tué le 1er juillet 1934 à Dresde (liste officielle)
- Fritz Pleines (de) SS-Mann, commandant au camp de concentration de Stettin (liste officielle)
- Adalbert Probst, Reichsführer de l’association sportive du DJK (liste officielle)
- Hans Ramshorn (de), député au Reichstag, SA-Brigadeführer à Oberschlesien et chef de la police de Gleiwitz (liste officielle)

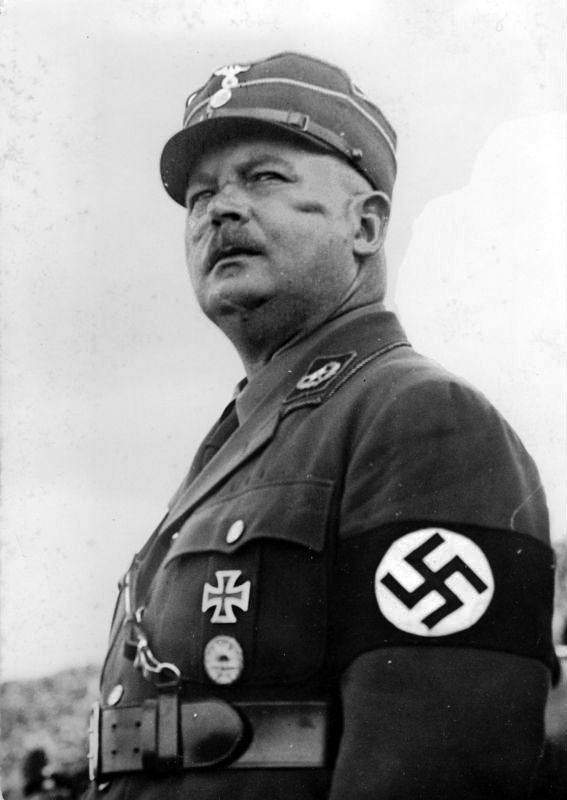
Ernst Röhm

- Robert Reh (né le 28 novembre 1904), communiste supposé, tué dans l’après-midi du 1er juillet 1934
- Ernst Röhm, ancien capitaine, chef d'état-major de la SA (liste officielle)

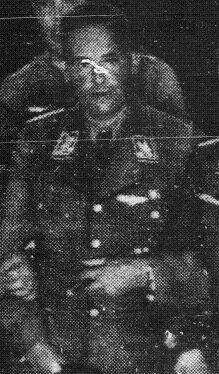
Wilhelm Sander

- Paul Röhrbein (de), capitaine prussien à la retraite, ancien confident d’Ernst Röhm (liste officielle)

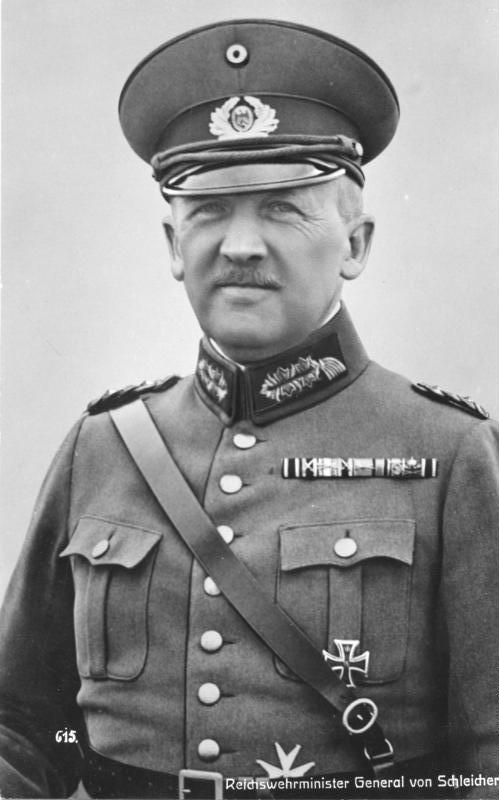
Kurt von Schleicher

- Wilhelm Sander (de), SA-Oberführer, Stabsführer des SA Berlin et adjoint de Karl Ernst (liste officielle)
- Martin Schätzl (de), peintre, secrétaire d’Ernst Röhm, tué le 2 juillet 1934 à Dachau (liste officielle)
- Erich Schiewek (né le 10 août 1913 à Breslau), SA-Obertruppführer, tué le 1er juillet 1934 à Dachau (liste officielle)
- Elisabeth von Schleicher, épouse de Kurt von Schleicher (liste officielle)
- Kurt von Schleicher, général d'infanterie, ancien chancelier du Reich (liste officielle)
- Wilhelm Schmid, député au Reichstag, SA-Gruppenführer, responsable de la presse au ministère de l’Intérieur bavarois (liste officielle)
- Wilhelm Eduard Schmid, critique musical
- Hans Walter Schmidt (de), SA-Führer, adjudant d’Edmund Heines (liste officielle)

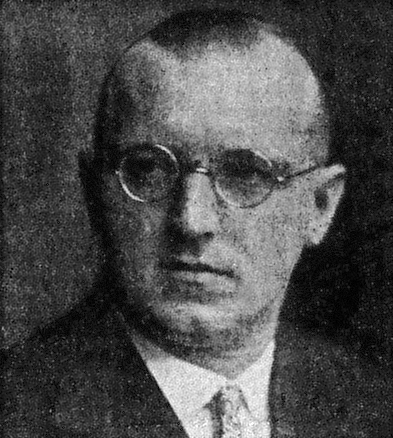
Wilhelm Eduard Schmid

- August Schneidhuber, SA-Obergruppenführer, député au Reichstag, chef de la police de Munich (liste officielle)
- Johann Konrad Schragmüller (de), député au Reichstag, chef de la police de Magdeburg (liste officielle)
- Dr Joachim Schröder, SA-Oberführer, tué le 1er juillet 1934 à Dresde (liste officielle)
- Max Schuldt (de), SA-Standartenführer, tué à Dresde (liste officielle)
- Walter Schulz (de), chef d'état-major de la SA de Poméranie, tué le 1er juillet 1934 (liste officielle)
- Max Schulze (de), SA-Oberführer à Magdeburg, tué le 2 juillet 1934 au Lichtenburg (liste officielle)
- Hans Schweighart (de) (né le 12 ou le 17 juillet 1894), SA-Standartenführer, tué le 1er juillet 1934 à Dachau

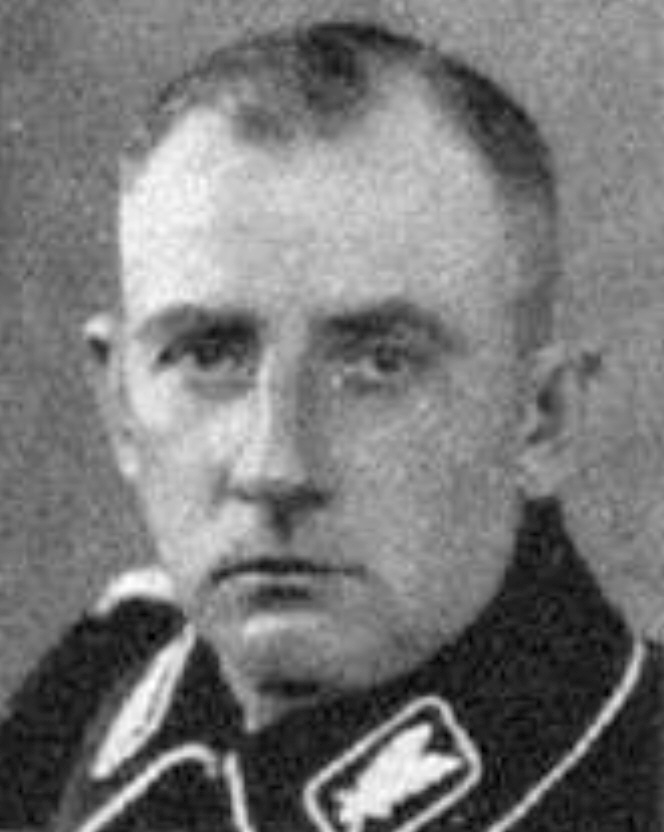
Emil Sembach

- Emil Sembach, ancien SS-Oberführer, député au Reichstag (liste officielle)

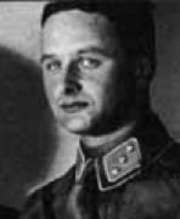
Hans Erwin von Spreti-Weilbach

- Hans Joachim Graf von Spreti-Weilbach, SA-Standartenführer (liste officielle)

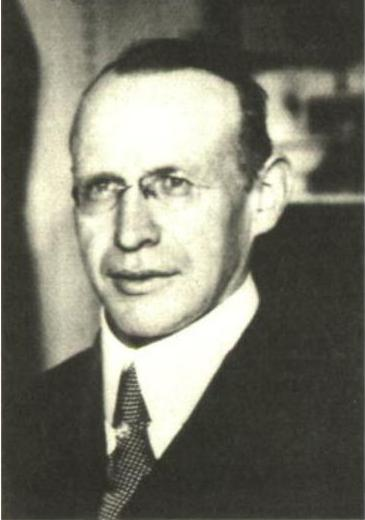
Bernhard Stempfle

- Père Bernhard Stempfle, journaliste, aide à la rédaction de Mein Kampf (liste officielle)

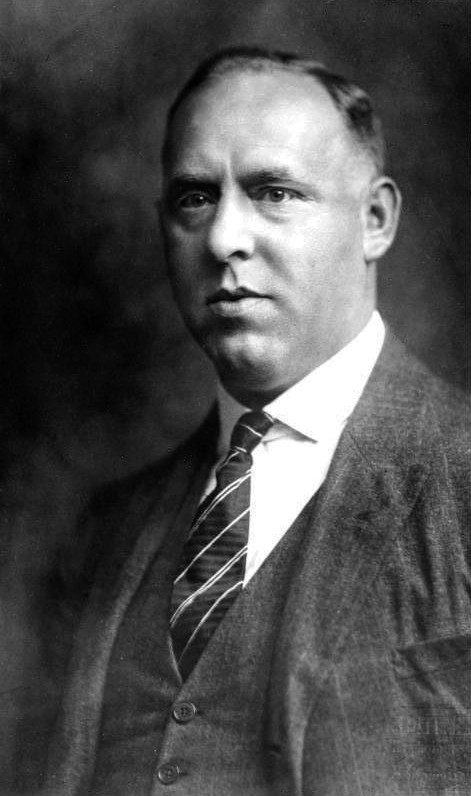
Gregor Strasser

- Gregor Strasser, ancien dirigeant du NSDAP, ancien député au Reichstag (liste officielle)
- Otto Stucken, SA-Oberführer et chef de cabinet d’Edmund Heines, tué le 1er juillet 1934 (liste officielle)
- Othmar Toifl (de), membre de la Gestapo et SS-Truppenführer (liste officielle)
- Julius Uhl (de), SA-Standartenführer, chef de la garde de Röhm (liste officielle)
- Erwin Villain (de), SA-Standartenführer et médecin (liste officielle)
- Max Vogel (de), SA-Obersturmführer et chauffeur de Röhm, tué le 1er juillet 1934 à Dachau (liste officielle)
- Gerd Voss (de), avocat, travaille avec Karl Ernsts (liste officielle)
- Eberhard Carl Freiherr von Wechmar (de), SA-Brigadeführer (liste officielle)
- Karl Zehnter (de), aubergiste à Munich, ami personnel de Röhm (liste officielle)
- Ernestine Zoref (de), gouvernante, amie de l'espion émigré Paul von Hahn (liste officielle)
- Alexander Zweig (de), médecin juif et écrivain, tué le 1er juillet 1934 (liste officielle)
- Jeannette Zweig (née en 1877/1878), épouse d’Alexander Zweig (liste officielle, ajout)

### Sources
- (de) Cet article est partiellement ou en totalité issu de l’article de Wikipédia en allemand intitulé « Liste der im Zuge des Röhm-Putsches getöteten Personen » (voir la liste des auteurs).

- (en) Cet article est partiellement ou en totalité issu de l’article de Wikipédia en anglais intitulé « Victims of the Night of the Long Knives » (voir la liste des auteurs).